# Black Mic-Mac 2
Pour plus de détails, voir Fiche technique et Distribution.
Black Mic-Mac 2 est un film français réalisé par Marco Pauly, sorti en 1988.

## Synopsis
Gabriel Sauret a gagné au loto, mais après avoir eu un accident, il est recueilli par une jeune femme  et s'aperçoit qu'il a perdu son ticket. Félix (Éric Blanc), un photographe, décide de faire un reportage sur cet homme.

## Fiche technique
- Titre : Black Mic-Mac 2
- Réalisation : Marco Pauly, assisté de Philippe Bérenger
- Scénario : Albert Kantoff
- Photographie : Yves Dahan
- Montage : Christiane Lehérissey
- Musique : Kamil Rustam, Manu Katche
- Décors : Yan Arlaud
- Société(s) de production : Chrysalide Film
- Pays de production :  France
- Format : Eastmancolor
- Genre : comédie
- Durée : 89 minutes
- Date de sortie :
  - France : 9 novembre 1988

## Distribution
- Laurentine Milebo : Innocence
- Éric Blanc : Félix
- Marc Citti : Gabriel Sauret
- Félicité Wouassi : Taxi Brousse
- Jean-Claude Dreyfus : Le commissaire

## À propos du film
- Malgré son titre, il n'est pas une suite à Black Mic-Mac, sorti en 1986. Il n'a pour points communs principaux que de se dérouler parmi la communauté africaine de Paris et la présence à l'affiche de Félicité Wouassi.